# 昂布里耶尔莱瓦莱
昂布里耶尔莱瓦莱（法語：Ambrières-les-Vallées，法語發音：[ɑ̃bʁijɛʁ le vale]）是法国马耶讷省的一个市镇，位于该省北部，属于马耶讷区。

## 地理
昂布里耶尔莱瓦莱（48°24'8"N, 0°37'50"W）面积38.78 平方千米，位于法国卢瓦尔河地区大区马耶讷省，该省份为法国西北部内陆省份，北起芒什省和奧恩省，西接伊勒-维莱讷省，南至曼恩-卢瓦尔省，东临萨尔特省。
与昂布里耶尔莱瓦莱接壤的市镇（或旧市镇、城区）包括：尚特里涅、库埃姆-沃塞、拉艾特拉韦赛讷、拉赛堡、瓦索、勒帕、圣卢迪加斯、索塞、瑞维尼-瓦勒当代讷。

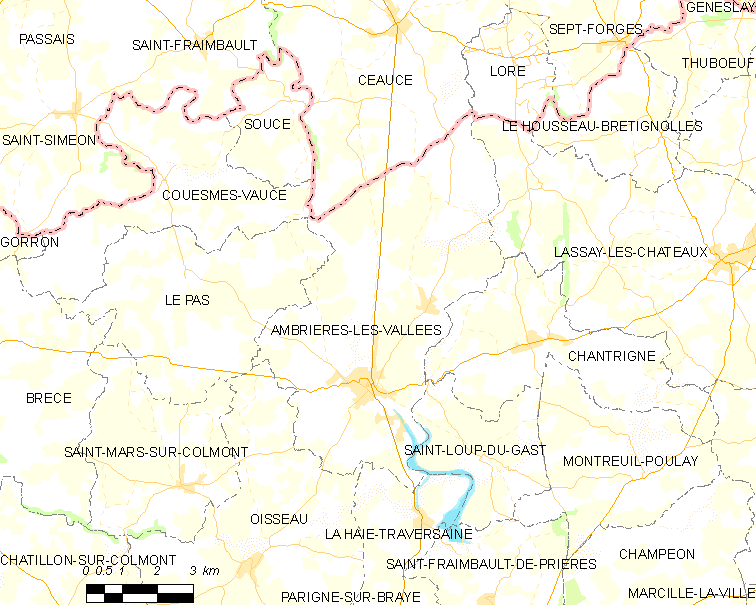
昂布里耶尔莱瓦莱的OSM定位图

昂布里耶尔莱瓦莱的时区为UTC+01:00、UTC+02:00（夏令时）。

## 行政
昂布里耶尔莱瓦莱的邮政编码为53300，INSEE市镇编码为53003。

## 政治
昂布里耶尔莱瓦莱所属的省级选区为戈龙县。

## 人口

1962-2008年间昂布里耶尔莱瓦莱人口变化图示

昂布里耶尔莱瓦莱于2022年1月1日时的人口数量为2603人。